# Dysgonia abnegans
Dysgonia abnegans  là một loài bướm đêm thuộc họ Erebidae. Nó được tìm thấy ở Châu Phi, bao gồm Kenya và Nam Phi.